# Yoane Wissa
Pour les articles homonymes, voir Wissa.
Yoane Wissa, né le 3 septembre 1996 à Villeneuve-Saint-Georges (Val-de-Marne), est un footballeur international congolais. Il évolue au poste d'ailier gauche ou d'avant-centre au Brentford FC.

## Biographie

### Origines familiales
Yoane Wissa est issu d'une famille originaire du Kongo-Central et du grand Equateur. Son grand-père est le cofondateur de l'UDPS, un parti politique congolais. Il acquiert la nationalité française le 26 décembre 2000, par l'effet collectif attaché à la naturalisation de ses parents. Il est le frère aîné d'Eli Wissa, également footballeur.

### Carrière en club

#### Châteauroux (2012-2016)
En juin 2012 alors qu'il évolue avec les U17 du FC Épinay Athlético en région parisienne, Yoane Wissa est supervisé par des recruteurs de La Berrichonne de Châteauroux lors d'une finale de coupe de l'Essonne perdue face à Fleury aux tirs au but (1-1 | 3-1 tab). Buteur, il convainc et intègre finalement le centre de formation de Châteauroux au mois d'août après des essais concluants. Il est rapidement surclassé avec les U19 et intègre le groupe pro alors en National lors de la saison 2015-2016. Sous contrat stagiaire lors de sa première saison avec le groupe pro, il dispute 26 rencontres et inscrit huit buts, suffisants pour intéresser des clubs de niveau supérieur.

#### Angers SCO (2016-2018)
Yoane Wissa signe son premier contrat professionnel le 27 juin 2016 en rejoignant le SCO d'Angers pour trois saisons. Lors de la première partie de saison 2016-2017, il dispute deux matchs en Ligue 1 avec le SCO d'Angers avant d'être prêté pour six mois en Ligue 2 au Stade lavallois durant le mercato hivernal. Il dispute quinze rencontres avec Laval et inscrit deux buts. Il est ensuite prêté à nouveau à l'AC Ajaccio et inscrit huit buts en Ligue 2 lors d'une première partie de saison 2017-2018 très réussie. Ses bonnes performances avec Ajaccio sont remarquées et Angers reçoit des offres de plusieurs clubs dont le FC Lorient.

#### FC Lorient (2018-2021)
Lors du mercato hivernal Yoane Wissa rejoint le FC Lorient pour une durée de quatre ans et demi. Rapidement titularisé par Mickaël Landreau, il inscrit son premier but avec les Merlus le 9 mars face aux Chamois niortais avant de récidiver face à l'US Orléans pour atteindre la barre des dix buts en Ligue 2 sur la saison.
Lors de la saison 2018-2019, Wissa est un des joueurs les plus utilisés au sein de l'effectif lorientais : il dispute 36 matchs de Ligue 2 et inscrit 6 buts. Il termine également meilleur passeur du club avec cinq passes décisives.
Wissa réussit un excellent début de saison 2019-2020, marquant à quatre reprises pour cinq matchs fin août 2019, et son investissement est salué par son entraîneur Christophe Pélissier : « Il est récompensé parce qu’il fait les efforts (...). On sent qu'il a faim dans les 18 mètres ». Après huit journées de championnat, poursuivant sur sa lancée, il cumule un total de six buts, il est ainsi le deuxième meilleur buteur du championnat. En septembre 2019 et janvier 2020, il reçoit le trophée UNFP du joueur du mois de Ligue 2. Le 8 novembre, face au Chamois niortais, il retrouve le chemin des filets, après quatre matchs sans avoir inscrit le moindre but.
Dans la nuit du 2 au 3 juillet 2021, il est victime d'une agression à son domicile où une femme, a priori déséquilibrée, l'asperge d'un liquide acide, le blessant sérieusement aux yeux,,.

#### Brentford FC (depuis 2021)
Le 10 août 2021, Wissa s'engage en faveur du club anglais du Brentford Football Club. Ce transfert fut retardé par les blessures aux yeux consécutives à son agression à l'acide.

### Sélection avec le Congo
Au début de la saison 2020-2021, Yoane Wissa réussit une bonne saison de Ligue 1 avec Lorient. Dans la foulée de ses belles prestations, il est convoqué pour la première fois de sa carrière en sélection nationale du Congo, pays dont est originaire ses parents. Le 9 octobre 2020, il reçoit sa première sélection en équipe de République démocratique du Congo, en amical contre le Burkina Faso. Il commence la rencontre comme titulaire et son équipe s'incline 3-0. Quatre jours plus tard, il inscrit son premier but, lors d'un match amical face au Maroc, permettant à son équipe d'égaliser (1-1). Le 25 mars 2022, il connait sa première sélection en match officiel comptant pour les éliminatoires de la coupe du monde Qatar 2022 et inscrit l'unique but des congolais.
Le 27 décembre 2023, il est retenu dans la liste des vingt-quatre joueurs congolais sélectionnés par Sébastien Desabre pour disputer la Coupe d'Afrique des nations 2023. Il est désigné dans l'équipe type de la compétition par la CAF.

## Statistiques
| Saison                | Club                   | Championnat           | Championnat | Championnat | Championnat | Coupe nationale | Coupe nationale | Coupe nationale | Coupe de la Ligue | Coupe de la Ligue | Coupe de la Ligue | Total | Total | Total |
| Saison                | Club                   | Division              | M.          | B.          | P.d.        | M.              | B.              | P.d.            | M.                | B.                | P.d.              | M.    | B.    | P.d.  |
| 2015-2016             | LB Châteauroux         | National              | 23          | 7           | 0           | 2               | 1               | 0               | 1                 | 0                 | 0                 | 26    | 8     | 0     |
| 2016-2017             | Angers SCO             | Ligue 1               | 2           | 0           | 0           | -               | -               | -               | -                 | -                 | -                 | 2     | 0     | 0     |
| 2016-2017             | Stade lavallois (prêt) | National              | 15          | 2           | 1           | -               | -               | -               | -                 | -                 | -                 | 15    | 2     | 1     |
| 2017-2018             | AC Ajaccio (prêt)      | Ligue 2               | 20          | 8           | 2           | 2               | 2               | 0               | 1                 | 0                 | 0                 | 23    | 10    | 2     |
| 2017-2018             | FC Lorient             | Ligue 2               | 15          | 4           | 1           | 1               | 0               | 0               | -                 | -                 | -                 | 16    | 4     | 1     |
| 2018-2019             | FC Lorient             | Ligue 2               | 36          | 6           | 4           | 1               | 0               | -               | 3                 | 0                 | 1                 | 40    | 6     | 5     |
| 2019-2020             | FC Lorient             | Ligue 2               | 28          | 15          | 2           | 4               | 1               | 0               | -                 | -                 | -                 | 32    | 16    | 2     |
| 2020-2021             | FC Lorient             | Ligue 1               | 38          | 10          | 4           | 2               | 1               | 0               | -                 | -                 | -                 | 40    | 11    | 4     |
| Sous-total            | Sous-total             | Sous-total            | 117         | 35          | 11          | 8               | 2               | 0               | 3                 | 0                 | 1                 | 128   | 37    | 12    |
| 2021-2022             | Brentford FC           | Premier League        | 30          | 7           | 1           | 1               | 0               | 0               | 3                 | 3                 | 0                 | 34    | 10    | 1     |
| 2022-2023             | Brentford FC           | Premier League        | 38          | 7           | 2           | 1               | 0               | 0               | 1                 | 0                 | 0                 | 40    | 7     | 2     |
| 2023-2024             | Brentford FC           | Premier League        | 34          | 12          | 3           | -               | -               | -               | 2                 | 0                 | 01                | 36    | 12    | 4     |
| 2024-2025             | Brentford FC           | Premier League        | 35          | 19          | 3           | 1               | 0               | 0               | 3                 | 1                 | 0                 | 39    | 20    | 3     |
| Sous-total            | Sous-total             | Sous-total            | 137         | 45          | 9           | 3               | 0               | 0               | 9                 | 4                 | 0                 | 149   | 49    | 9     |
| Total sur la carrière | Total sur la carrière  | Total sur la carrière | 314         | 97          | 22          | 15              | 6               | 0               | 14                | 4                 | 1                 | 343   | 107   | 23    |

### En sélection nationale
| Saison                | Sélection             | Phases finales        | Phases finales | Phases finales | Phases finales | Éliminatoires | Éliminatoires | Éliminatoires | Matchs amicaux | Matchs amicaux | Matchs amicaux | Total | Total | Total |
| Saison                | Sélection             | Compétition           | M              | B              | Pd             | M             | B             | Pd            | M              | B              | Pd             | M     | B     | Pd    |
| --------------------- | --------------------- | --------------------- | -------------- | -------------- | -------------- | ------------- | ------------- | ------------- | -------------- | -------------- | -------------- | ----- | ----- | ----- |
| 2020-2021             | RD Congo              | -                     | -              | -              | -              | -             | -             | -             | 2              | 1              | 0              | 2     | 1     | 0     |
| 2021-2022             | RD Congo              | -                     | -              | -              | -              | 4             | 1             | 0             | -              | -              | -              | 4     | 1     | 0     |
| 2022-2023             | RD Congo              | -                     | -              | -              | -              | 3             | 0             | 1             | 3              | 0              | 0              | 6     | 0     | 1     |
| 2023-2024             | RD Congo              | CAN 2023              | 7              | 2              | 1              | 5             | 1             | 1             | 3              | 0              | 0              | 15    | 3     | 2     |
| 2024-2025             | RD Congo              | -                     | -              | -              | -              | 4             | 0             | 1             | 1              | 0              | 0              | 5     | 0     | 1     |
| Total sur la carrière | Total sur la carrière | Total sur la carrière | 7              | 2              | 1              | 16            | 2             | 3             | 9              | 1              | 0              | 32    | 5     | 4     |

### Liste des matches internationaux
| Matches internationaux de Yoane Wissa | Matches internationaux de Yoane Wissa | Matches internationaux de Yoane Wissa                         | Matches internationaux de Yoane Wissa | Matches internationaux de Yoane Wissa | Matches internationaux de Yoane Wissa   | Matches internationaux de Yoane Wissa                       |
|                                       | Date                                  | Lieu                                                          | Adversaire                            | Résultats                             | Compétitions0                           |                                                             |
| ------------------------------------- | ------------------------------------- | ------------------------------------------------------------- | ------------------------------------- | ------------------------------------- | --------------------------------------- | ----------------------------------------------------------- |
| 1.                                    | 9 octobre 2020                        | Stade El Abdi, El Jadida, Maroc                               | Burkina Faso                          | 3 - 0                                 | Amical                                  | Titulaire et remplacé par Nill De Pauw à la 51e minute.     |
| 2.                                    | 13 octobre 2020                       | Complexe sportif Moulay-Abdallah, Rabat, Maroc                | Maroc                                 | 1 - 1                                 | Amical                                  | Titulaire.                                                  |
| 3.                                    | 25 mars 2022                          | Stade des Martyrs, Kinshasa, République démocratique du Congo | Maroc                                 | 1 - 1                                 | Éliminatoires de la Coupe du monde 2022 | Titulaire et remplacé par Theo Bongonda à la 75e minute.    |
| 4.                                    | 29 mars 2022                          | Stade Mohammed-V, Casablanca, Maroc                           | Maroc                                 | 4 - 1                                 | Éliminatoires de la Coupe du monde 2022 | Titulaire et remplacé par Ben Malango à la 77e minute.      |
| 5.                                    | 4 juin 2022                           | Stade des Martyrs, Kinshasa, République démocratique du Congo | Gabon                                 | 0 - 1                                 | Éliminatoires de la CAN 2023            | Titulaire et remplacé par Jonathan Bolingi à la 70e minute. |
| 6.                                    | 8 juin 2022                           | Al Hilal Stadium, Omdurman, Soudan                            | Soudan                                | 2 - 1                                 | Éliminatoires de la CAN 2023            | Titulaire et remplacé par Jonathan Bolingi à la 59e minute. |

### Buts internationaux
| Buts internationaux de Yoane Wissa | Buts internationaux de Yoane Wissa | Buts internationaux de Yoane Wissa                            | Buts internationaux de Yoane Wissa | Buts internationaux de Yoane Wissa | Buts internationaux de Yoane Wissa | Buts internationaux de Yoane Wissa      |
|                                    | Date                               | Lieu                                                          | Adversaire                         | Score                              | Résultats                          | Compétitions0                           |
| ---------------------------------- | ---------------------------------- | ------------------------------------------------------------- | ---------------------------------- | ---------------------------------- | ---------------------------------- | --------------------------------------- |
| 1                                  | 13 octobre 2020                    | Complexe sportif Moulay-Abdallah, Rabat, Maroc                | Maroc                              | 1 - 1                              | 1 - 1                              | Amical                                  |
| 2                                  | 25 mars 2022                       | Stade des Martyrs, Kinshasa, République démocratique du Congo | Maroc                              | 1 - 0                              | 1 - 1                              | Éliminatoires de la Coupe du monde 2022 |

## Palmarès

### En club
FC Lorient :
- Ligue 2
  - Champion : 2020.

### Distinctions personnelles
- Septembre 2019 : Trophée UNFP du joueur du mois de Ligue 2[8]
- Janvier 2020 : Trophée UNFP du joueur du mois de Ligue 2[18]